# معلمات الكلام
معلمات الكلام (بالإنجليزية: speech parameters)‏، هي الخصائص المميزة للكلام. المعلمات الأساسية في معالجة الكلام هي؛ الحدة أو الدرجة الصوتية، والمدة، والجهارة، وطابع الصوت، ونسبة الإشارة إلى الضجيج، والكشف عن النشاط الصوتي، وقوة تأثير لومبارد.